# روتلا (کومونه)
روتلا (به ایتالیایی: Rotella) یک کومونه در ایتالیا است که در استان اسکولی پیچنو واقع شده‌است. روتلا ۲۷٫۲ کیلومتر مربع مساحت و ۹۸۵ نفر جمعیت دارد و ۳۹۵ متر بالاتر از سطح دریا واقع شده‌است.